# Alexandr Grebienkin
Аlexandr Sеrgeevitch Grеbienkin (em russo:  Александр Сергеевич Гребёнкин; 15 de julho de 1982) é um cosmonauta que voou ao espaço pela primeira vez na SpaceX Crew-8

## Biografia
Grebienkin se formou no Instituto de Engenharia Aeroespacial Militar de Irkutsk qualificado com o “diploma de técnico” focado em “Operação técnica de radiotecnologia de transporte” no dia 21 de junho de 2002.
No dia 15 de março de 2011, ele se formou à revelia na Universidade Técnica de Comunicações e Informática de Moscou, qualificado como “engenheiro” focado em “Radiocomunicações, radiodifusão e televisão”.

## Cosmonáutica
Em 14 de março de 2017, Grebienkin se inscreveu no corpo de cosmonautas do Instituto de Pesquisa Científica de Cosmonautas Iuri Gagarin. No dia 9 de agosto de 2018, sua candidatura foi considerada em uma reunião da comissão da competição e no 10 de agosto de 2018 ele foi nomeado cosmonauta-candidato.
No 6 de novembro de 2018, ele foi transferido para o Centro de Treinamento de Cosmonautas Iuri Gagarin (CTC), matriculado no corpo de cosmonautas, onde então começou o treinamento geral.
Entre os dias 26 e 28 de fevereiro de 2019, participando em uma tripulação simulada, ao lado de Alexandr Gorbunov e o instrutor do CTC Dmitri Sukhanov, Grebienkin participou de treinamentos sobre o que fazer após pousar em uma área floresta e pantanosa durante o inverno. Entre os dias 26 e 30 de agosto, como parte de um grupo de candidatos a cosmonautas, ele passou por treinamento de mergulho no Centro de Resgate de Noginsk do Ministério de Emergências da Rússia. Em 30 de agosto de 2019, ele passou na prova e rebebeu a qualificação como mergulhador. Em outubro de 2019, como parte de uma tripulação condicional, juntamente com Alexei Zubritski e Evgeni Prokopiev, ele passou por um ciclo completo de "sobrevivência aquática” (“treino seco, longo e curto”) na Base Universal do Terminal Naval, “Imeretinsky”, no Mar Negro, no distrito de Adler, da cidade de Sochi.
Grebienkin foi selecionado como parte do grupo de 2018 de cosmonautas russos. No dia 24 de novembro de 2020, ele passou no exame de Estatal após a conclusão do curso geral. No dia 2 de dezembro de 2020, por decisão da Comissão Interdepartamental de Qualificação (MVK), após os resultados de uma reunião no CTC de Iu. A. Gagarin, ele recebeu a qualificação como cosmonauta.
Em julho de 2021, como parte de uma equipe simulada, juntamente com Alexandr Gorbunov e Alexei Zubritski, ele participou de dois dias de um treinamento relacionado sobre o que fazer após a nave pousar no deserto.
No dia 20 de janeiro de 2022, em uma reunião da Comissão Interdepartamental Roscosmos, ele foi aprovado como engenheiro de voo 2 da Expedição 71 na Estação Espacial Internacional. Depois, iniciou seu treinamento com Sergei Rizhikov e Sergei Mikaiev. Na base do 179º Centro do Ministério das Emergências em Noginsk, participaram de treinos sobre o que fazer após a nave pousar na água. No 14 de fevereiro de 2023, a mesma tripulação, juntamente com o astronauta Donald Pettit, treinaram o que fazer em uma floresta durante o inverno.
No dia 1 de março de 2023, em uma reunião da Comissão Interdepartamental da Corporação Estatal Roscosmos, ele foi nomeado como suplente do cosmonauta Konstantin Borisov (SpaceX Crew-7), sendo incluído na tripulação principal da SpaceX Crew-8, que está programada para ser lançada no primeiro semestre de 2024.
No 11 de julho de 2023, seguindo a decisão da comissão médica principal do Iu.A. Gagarin, Grebienkin foi declarado apto para voo.

## Voo
Grebienkin treinou como membro da SpaceX Crew-8, onde atuou como engenheiro de voo das expedições 70, 71 e 72, que durou 6 meses.